# Antonio Laje
Antonio Laje (n. 25 de junio de 1962) es un periodista y conductor argentino, especializado en temas económicos. Figura histórica del canal América TV, del que se retiró en 2023, es conductor del programa periodístico +Mañana en La Nación +. En 2025 regresó a América TV.
Es reconocido, entre otras cosas, por haber utilizado el término «corralito» durante la crisis económica de 2001 en Argentina, término que se popularizó e incluso terminó siendo usado en otros eventos similares alrededor del mundo.

## Biografía
Laje debió comenzar a trabajar a corta edad dado el prematuro fallecimiento de su padre, logrando sus primeros trabajos en entidades bancarias, que le dieron conocimiento del sistema y le servirían para iniciar sus primeras colaboraciones periodísticas para la revista Noticias y radios barriales, pese a su deseo de ser piloto de avión; ya como periodista consagrado, lograría obtener su licencia de piloto privado de avión.
Comenzó su carrera como periodista especializado en temas económicos durante la crisis hiperinflacionaria de 1989 bajo la presidencia de Raúl Alfonsín, siendo columnista en el matutino Ámbito Financiero, medio en el cual trabajó durante la década de 1990. En la prensa escrita, también llegó a ser columnista del diario BAE Negocios, que abandonó al poco tiempo ya que fue acusado de plagio, lo cual negó categóricamente. Sin embargo, en aquellos años su fama como periodista especializado en economía se había disparado, lo que atrajo la atención del empresario Daniel Hadad, que lo empleó como conductor de radio y televisión.
Junto con Daniel Hadad y con Eduardo Feinmann de panelista, condujo el programa Después de hora en Azul Televisión, con altos índices de audiencia, que tuvo una especial cobertura de la presidencia de Fernando de la Rúa y la crisis económica de 2001. A Laje se le atribuye el haber nombrado a las medidas de restricción de retiro de fondos bancarios como «corralito» impuestas por Domingo Cavallo en el 2001, ya que en este programa comparó las restricciones con los corrales para niños restringiendo su libertad.
En 2003 debutó como productor de televisión para el programa sabatino de humor político y actualidad Cuatro elementos de Canal 9. En el 2013 comenzó a conducir el programa Buenos días américa, que se mantuvo al aire hasta 2023 por América TV, señal de la que conducía los noticieros centrales. Su salida de aquel medio se dio en medio de denuncias mediáticas sobre maltratos a empleados por parte de Laje y un informe del Instituto Nacional contra la Discriminación, la Xenofobia y el Racismo que condenaba a Laje por sus actitudes. Laje sostuvo en aquella ocasión que se trataba de una persecución y negó cualquier conducta inapropiada.
En 2024 condujo el programa +Mañana en La Nación +, para luego regresar en 2025 a América TV.

## Trayectoria

### Radio
Radio Uno
- El Observador[10]

Radio 10
- La media vuelta[11]
- La revuelta[12]
- Al día[13]

Blue 100.7
- Tipo 6[14]
- Tipo 8[15]